# Сирмиум
Сирмиум (лат. Sirmium) е римски град в римската провинция Панония. Служи като резиденция на император Галерий през Тетрархията. Значението му през късната античност е толкова голямо, че Амиан Марцелин го нарича „преславна майка на градовете“. Днес на неговото място се намира Сремска Митровица. От Сирмиум води името си историческата област Срем.
Сирмиум е център на преторианска префектура Илирик.
Преди завладяването на територията около Сирмиум от римляните в началото на 1 век, Сирмиум е илирийско селище. През епохата на Принципата градът е опорен пункт и изходна база за римски военни атаки срещу даките и германските племена в региона. Често в Сирмиум пребивава Марк Аврелий.
Родом, починали или свързани с града и околността са императорите Херений Етруск, Хостилиан, Деций, Клавдий II, Квинтил, Аврелиан, Проб, Максимиан, Констанций II и Грациан.
През 375 император Валентиниан I, пренася резиденцията си в Сирмиум.
Теодосий Велики е обявен за император в Сирмиум. В периода 4 - 6 век в града се провеждат пет църковни събора. Тук се подвизават Ириней Сремски и великомъченица Анастасия.
След падането на Западната Римска империя в Сирмиум секат свои монети гепидските крале. В 870 година Методий заема Сремската архиепископска катедра.
|  | Тази страница частично или изцяло представлява превод на страницата „Сирмий“ в Уикипедия на руски. Оригиналният текст, както и този превод, са защитени от Лиценза „Криейтив Комънс – Признание – Споделяне на споделеното“, а за съдържание, създадено преди юни 2009 година – от Лиценза за свободна документация на ГНУ. Прегледайте историята на редакциите на оригиналната страница, както и на преводната страница, за да видите списъка на съавторите. ВАЖНО: Този шаблон се отнася единствено до авторските права върху съдържанието на статията. Добавянето му не отменя изискването да се посочват конкретни източници на твърденията, които да бъдат благонадеждни. |